# Firma segura adelante
 El concepto de firma segura adelante (del inglés forward secure signature) fue propuesto por Anderson en 2002. La idea básica es extender los algoritmos de firma digital con un algoritmo de actualización de clave que haga que la clave secreta pueda ser cambiada frecuentemente mientras la clave pública permanece siendo la misma. El esquema resultante es seguro adelante si el conocimiento de la clave secreta en un momento del tiempo no ayuda a falsificar firmas relativas a un periodo anterior de tiempo.
 Se han propuesto varios esquemas para firmas tradicionales y firmas con umbral. También se han propuesto esquemas para firmas usando criptografía basada en identidad